# Cuculiphilus fasciativentris
Cuculiphilus fasciativentris är en insektsart som beskrevs av Melbourne Armstrong Carriker Jr. 1955. Cuculiphilus fasciativentris ingår i släktet Cuculiphilus och familjen fjäderlöss. Inga underarter finns listade i Catalogue of Life.